# Ferelden
Il Ferelden è una nazione immaginaria della serie di Dragon Age, situata nella parte meridionale del continente di Thedas. È nel Ferelden che ha luogo il Quinto Flagello attorno a cui ruotano gli eventi di Dragon Age: Origins, ed è qui che nasce e visse la sua giovinezza il celebre Eroe di Kirkwall, protagonista di Dragon Age II.

## Geografia
Il regno del Ferelden è la più meridionale nazione civilizzata del Thedas, situato nell'emisfero australe. È bagnato a nord dal Mare del Risveglio e ad est dall'Oceano di Amaranthine; a sud del suo territorio si trovano le paludose e selvagge Selve Korkari, mentre ad ovest del reame si stagliano le Montagne Gelide che segnano il confine con l'Impero di Orlais. La regione centrale del regno è pianeggiante e viene chiamata Bannorn:  essa è di fatto il grande granaio del Ferelden, oltre che la parte più intensamente popolata del reame; i suoi confini sono idealmente segnati dalle antiche strade del Tevinter che collegavano Val Royeaux (capitale di Orlais) ad Ostagar, sul confine delle Selve Korkari. La parte occidentale del Ferelden è dominato dal Lago Calenhad, alimentato dai ghiacciai delle Montagne Gelide, famoso per la Torre del Circolo dei Maghi e per la fortezza di Redcliffe, posta sulla sua sponda meridionale e a guardia della più grande via commerciale del regno. A nord del Bannorn si trova il Litorale su cui sorgono le importanti città di Amaranthine e di Altura Perenne, mentre a sud si trovano le regioni dell'Entroterra e Distesa Meridionale. Ad ovest si trovano infine Denerim, la capitale del regno, e l'immensa quanto misteriosa Foresta di Brecilian, che ospita lungo la costa la città di Gwaren.

## Luoghi

### Città
- Denerim: è la città più grande del Ferelden nonché la sua capitale. Si trova sulla costa nord-orientale della nazione,  sviluppata attorno all'estuario del Fiume Drakon, e si presume che sia il luogo di nascita della Profetessa Andraste.
- Redcliffe: cittadina affacciata sulla sponda meridionale del Lago Calenhad, il suo imponente castello è situato in una posizione strategica: non solo difende il passo occidentale che porta a Orlais, ma anche la rotta commerciale con Orzammar. Chiunque voglia controllare il Ferelden deve affrontare la guarnigione di Redcliffe.
- Orzammar: situata nel cuore delle Montagne Gelide, era uno dei dodici thaig più potenti dell'impero nanico e ospitava principalmente la casta dei minatori e dei fabbri. Con l'avvento della Prole Oscura, la città per sopravvivere dovette sigillare le Vie Profonde e interrompere tutti contatti con gli ultimi thaig sopravvissuti agli attacchi dei mostri. Nel presente, Orzammar è divenuta la più grande e popolosa città-stato dei nani, una delle ultime vestigia del loro impero. È governata da secoli dagli Aeducan.
- Gwaren: è una città costiera circondata dalla Foresta di Brecilian. Prima della caduta dei regni nanici e della chiusura delle Vie Profonde, l'insediamento sorgeva su un fiorente thaig con cui gli abitanti commerciavano merci e sale. Oggi, benché abbia perduto la ricchezza di un tempo, Gwaren rimane un'importante fonte di approvvigionamento di pesce e legname per il resto del Ferelden, nonché uno degli ultimi due Teyrnir rimasti. È governato da Loghain Mac Tir.
- Amaranthine: Città a nord di Denerim governata principalmente dai Custodi Grigi visto che una loro fortezza è vicino alla città. Città molto grande e prosperosa famosa perché in passato Maferath radunò un enorme esercito in questa città per iniziare l'assedio nel Tenvinter e anche la città dove Andraste ha rivelato il canto della luce.
- Alamar: Città situata a nord-est del Ferelden, precisamente su una piccola isola situata a ovest della città di Amaranthine. Città prende il nome dal popolo degli Alamarri, l'antica popolazione che secoli prima abitava il Ferelden. La città non è considerata un luogo sicuro per cui vivere perché l'isola è vicina ad un'altra dove è popolata da predoni.
- Highever: Città situata a nord del Ferelden ed è la casa ancestrale della famiglia Cousland.
- West Hills: Città situata a sud di Redcliffe vicino alle Selve Korkari.
- Kal'Hirol: situata vicino alla città di Amaranthine. Tale città nanica venne conquistata e distrutta durante il Primo Flagello dalla Prole Oscura. Sei mesi dopo il Quinto Flagello, il thaig venne riconquistato, abitato e reso sicuro dalla prole oscura.
- Gwaren: città del Ferelden dotata di un grande porto, una delle più ricche e estese insieme a Denerim, governata dalla famiglia Mac Tir. Si trova sulla costa sud-orientale del Regno e affaccia sul Mare Gelido.

### Villaggi
- Lothering: villaggio posto a est di Redcliffe, è uno snodo centrale per le vie commerciali del Ferelden. La famiglia Hawke è originaria di questa cittadina.
- Honnleath: Piccolo villaggio situato a sud di Redcliffe. In questo villaggio gli abitanti utilizzano un golem chiamato Shale per svolgere diversi incarichi. Villaggio natale del templare Cullen.
- Haven: Piccolo villaggio situato nelle montagne, esattamente all'entrata del santuario che contiene le ceneri di Andraste. È un villaggio isolato dal resto del regno e ha una politica tutta sua ed è governato da un capo mago che ripudia il mondo esterno considerandoli malvagi. Inoltre il capo di Haven possiede la chiave per entrare nel santuario contenenti le ceneri della sacerdotessa.
- Crestwood: piccolo villaggio situato a nord del Lago Calenhad.

### Fortezze
- Torre del Circolo: si trova al centro del Lago Calenhad e rappresenta una delle opere più mirabili compiute dagli Avvar, il popolo delle montagne gelide, prima che fossero brutalmente soggiogati dall'Impero Tevinter. Dall'87º anno dell'Era delle Torri (3:87) la torre è di proprietà del Circolo dei Maghi del Ferelden.
- Ostagar: ai tempi dell'Impero Tevinter era la più importante fortezza a sud del Mare del Risveglio. Si trovava al confine delle Selve Korkari e rappresentava l'unico baluardo per tenere i barbari Chasind lontani dai fertili bassopiani settentrionali. Con la ritirata delle truppe imperiali dal Ferelden e la nascita del regno, l'avamposto venne abbandonato e lasciato cadere in rovina. È qui che si svolge una delle prime battaglie contro il Quinto Flagello.
- Fortezza della Veglia: fortezza dei Custodi Grigi e dell'Arle di Amaranthine. Enorme fortezza in passato in possesso della famiglia Howe ed è attualmente il quartier generale dei Custodi Grigi nel Ferelden.
- Picco del Soldato: È un'antica base dei Custodi Grigi abbandonata in seguito ad un attacco della prole oscura.
- Altura Perenne: Il castello venne costruito nei primi anni dell'Era Divina come avamposto della potente città di Amaranthine. Secoli dopo, al termine di una guerra durata 30 anni, divenne indipendente e quindi il suo signore riuscì a divenire un Teyrn. Insieme a Gwaren è l'ultimo Teyrnir scampato alla guerra d'unificazione di Re Calenhad.
- Skyhold: Fortezza situata nelle Montagne di Frostback. È la nuova base dell'Inquisizione.
- Forte Drakon: Fortezza situata nella città di Denerim. Prende nome dal primo imperatore dell'Orlais.
- Caer Bronach: Fortezza situata vicino al villaggio di Crestwood.

### Paesaggi
- Foresta di Brecilian: si estende nella parte orientale del regno ed è ritenuta pericolosa per essere stata a lungo infestata da Lupi mannari. I numerosi atti violenti susseguitisi tra i suoi alberi hanno minato la stabilità del Velo, permettendo a Demoni e Spiriti di giungere nel nostro mondo e di possedere cose e persone. Attualmente solo gli Elfi Dalish si azzardano a vivere al suo interno.
- Selve Korkari: abitate esclusivamente dal popolo Chasind, queste terre boscose sono fredde, paludose e selvagge; in buona parte ancora inesplorate. Sono la dimora della strega Flemeth.
- Palude Nera: palude che come suggerisce dal nome è un luogo molto spettrale abitato principalmente da demoni e prole oscura. Al centro vi sono i resti di un villaggio che secoli prima era abitato visto che la palude non è sempre stata inabitabile.
- Pianura Bannorn: è la più grande pianura situata al centro del Ferelden. Composta principalmente da fattorie che giovano molto all'agricoltura del regno.
- Montagne Gelide: catena montuosa che segna il confine con l'impero Orlais. Tra le montagne si trova l'entrata della città nanica Orzammar. Più a sud si trova il villaggio Haven.
- Lago Calenhad: alimentato dai ghiacciai delle Montagne Gelide, famoso perché al centro di esso si trova la torre del Circolo dei Maghi del Ferelden.
- Bosco del Cammino: situato nell'arlea di Amaranthine. Piccolo bosco dove una volta vi si risiedeva un clan dalish. In tale bosco è presente una miniera di veridium e di marmo.
- Costa Tempestosa: situata a nord nel Ferelden. Si chiama così perché il clima è sempre burrascoso, il mare è sempre agitato e le precipitazione sono molto frequenti. Inoltre è una costa principalmente rocciosa.
- Palude Desolata: tale zona è un luogo molto spettrale abbandonato da tempo. Come suggerisce il nome è composto da una serie di paludi e acquitrini.
- Montagne di Frostback: catena montuosa situata a nord delle Montagne Gelide. Passando per tali montagne si trova il passaggio per entrare nella città di Orzammar.
- Terre Centrali: Zona situata tra le Selve Korkari e Redcliffe. Zona ricca di rovine elfiche.
- Conca Gelida: Zona situata ai confini del Ferelden nella parte sud-ovest. Zona molto boschiva con un clima mite umido.
- Desolazione delle Ossa di Drago: Zona situata a nord del Ferelden dove si trovano gli scheletri degli antichi draghi. È un luogo molto tetro e pieno di creature e inoltre è la dimora dei cultisti dei draghi.

## Storia
Anticamente, il Ferelden era una terra popolata solo da dozzine di ostinate e bellicose tribù di Alamarri, ciascuna guidata da un signore della guerra. Nonostante ciò, l'Impero Tevinter riuscì a conquistarlo, ad eccezione della Foresta di Brecilian dove non riuscì a piegare la tenace resistenza dei nativi. Con l'avvento del Primo Flagello, le forze imperiali furono costrette ad abbandonare le loro postazioni e la regione sprofondò nuovamente nelle barbarie. Trent'anni dopo la sconfitta dell'Arcidemone Dumat, le tribù di Alamarri si unirono sotto il comando di Maferath e Andraste e mossero guerra all'Impero, riuscendo a strappare dal suo dominio tutte le terre meridionali del continente. Al termine della campagna, con il tradimento di Maferath e la morte di Andraste, l'esercito si sciolse e le tribù di Alamarri tornarono a farsi la guerra l'un l'altra. Il Ferelden rimase per secoli diviso in piccole signorie governate da un Teyrn, un signore della guerra finché, nell 33º anno dell'Era Sacra (5:33), Calenhad Theirin divenne a sua volta teyrn di Denerim e diede inizio al processo di unificazione. Egli riuscì in qualche modo ad ottenere l'appoggio dei Guerrieri della Cenere e del Circolo dei Maghi, che gli costruì un'armatura d'argento incantata capace di renderlo pressoché invulnerabile in battaglia, e poi mosse le su truppe contro il Bannorn ed il castello di Redcliffe,  diventando il primo condottiero ad essere riuscito nell'impresa di espugnare quella fortezza Forte di questo incredibile successo militare, Calenhad convocò un Incontro dei Popoli durante il quale tutti i nobili del Ferelden gli riconobbero il titolo di Re e gli giurarono fedeltà. I Theirin avrebbero governato ininterrottamente sul regno per 4 secoli, finché l'Impero di Orlais non invase il paese e costrinse il Re e la sua corte all'esilio. Gli orlesiani consideravano i fereldiani alla stregua di barbari e non si posero alcun problema nel vessare la popolazione con tasse ingiustificate e soprusi di ogni tipo, arrivando persino a vietare per 70 anni (tanto sarebbe durato il dominio orlesiano) l'Incontro dei Popoli. Le cose cambiarono con Moira, la regina ribelle, che organizzò un fronte di resistenza comune e diede del filo da torcere agli invasori. Alla sua morte, provocata dal tradimento di alcuni fereldiani doppiogiochisti, le redini della resistenza furono prese da suo figlio Maric e dal suo amico Loghain Mac Tir. La nuova campagna anti-orlesiana culminò nella Battaglia del Fiume Dane che vide sconfitti sia gli invasori sia i collaborazionisti, primo fra tutti il Re fantoccio Meghren Dufayel.  Il figlio di Maric, Cailan Theirin, affrontò nel 30º anno dell'Era del Drago (9:30) il Quinto Flagello, morendo sotto le mura di Ostagar, tradito per ironia della sorte da quel Loghain Mac Tir che tanto fedelmente servì suo padre. Il protagonista di Dragon Age: Origins, Custode Grigio e sopravvissuto alla battaglia di Ostagar, forma una squadra per poi radunare un esercito contro il Flagello e per vendicare la morte di Re Cailan. Alla battaglia di Denerim, l'Arcidemone viene sconfitto e il Flagello venne fermato. In Dragon Age: Origins - Awakening i Custodi Grigi vengono riformati e la Fortezza della Veglia diventa la loro base operativa. Nel finale di Dragon Age II i maghi e i templari hanno cominciato una guerra e il campo di battaglia è tutta Thedas. In Dragon Age: Inquisition, un'antica Prole Oscura di come Corypheus apre dei varchi nel Ferelden e nell'Orlais collegando il mondo mortale con l'oblio, il mondo dei demoni. Il varco più grande si trova nel ferelden e viene chiuso dal nuovo inquisitore (protagonista di Dragon Age: Inquisition). Egli si reca a Skyhold rendendola la nuova base dell'inquisizione, recluta diversi compagni e comincia una guerra contro Corypheus fermando il suo piano e a sua volta chiudendo le brecce.

## Cultura e società
La popolazione del Ferelden discende dalle orgogliose tribù degli Alamarri e dai loro antenati i fereldeniani hanno ripreso sia il loro smodato senso dell'onore sia la loro tenace lealtà verso le persone da loro considerate meritevoli.  Con l'ascesa di Andraste gli abitanti del Ferelden hanno abbracciato con convinzione il culto del Creatore, abbandonando i loro idoli e i loro spiriti della natura. Le discriminazioni tra i due sessi sono minime: esse possono intraprendere la via religiosa, quella degli affari o diventare delle guerriere o maghe esperte. Il discorso cambia con Elfi e Qunari che sono invece oggetto di disprezzo da parte dei fereldeniani: i primi sono trattati come servi, a volte alla stregua di bestiame, mentre i secondi sono trattati con sospetto ed odio per via del loro passato di guerre ed invasioni nei confronti degli umani.
A differenza delle altre monarchie del Thedas, il potere non deriva dal forza del sovrano ma bensì dal sostegno dei proprietari terrieri., e ciò si riscontra durante gli Incontri dei Popoli, nei quali la decisione del Re può essere ribaltata dal volere dei partecipanti. I proprietari terrieri scelgono un Bann o un Arle con il quale scambiare fedeltà per protezione. I Bann sono in costante competizione nel corteggiamento dei latifondisti dei vicini nel tentativo di avvicinarli alla loro orbita. Attualmente sono noti solo sette dei numerosi Bannorn presenti nel Ferelden,  e sono: del Picco del drago, di Oswin, di Lothering, di Rainesfere, del Fiume Dane, del Mare del Risveglio, e infine quello del Fiume Bianco.
I Teyrn sono Bann divenuti sufficientemente potenti da spingere altri Bann a giurare loro fedeltà. Il primo ad essere investito con questo titolo fu l'eroe Hafter, che riunì i guerrieri del Ferelden per combattere il Secondo Flagello, e prima dell'ascesa di Re Calenhad, il loro numero era aumentato vertiginosamente, ma egli riuscì a ridurli a soli due: Gwaren a sud e Altura Perenne a nord.
Gli Arle non hanno Bann che prestano loro giuramento ma venivano nominati dai Teyrn, a cui assegnavano il controllo di castelli strategici che loro non avrebbero potuto controllare direttamente. Attualmente si conoscono solo 5 arlee del Ferelden: Arlea di Redcliffe, governata dall'Arle Eamon Guerrin; Arlea di Amaranthine, governata dall'Arle Rendon Howe; Arlea di Distesa Meridionale,  governata da Leonas Bryland; Arlea di Colli Occidentali, governata da Gallagher Wullf; infine c'è l'Arlea di Denerim, governata da Vaughan Kendells.

## Curiosità
- Il nome Alamarri proviene da Alemanni un popolo barbaro realmente esistito e vissuto nel sud della Germania
- Il Ferelden è ispirato alla Gran Bretagna medievale e perfino i personaggi all'interno di Dragon Age: Origins parlano con uno spiccato accento inglese.
- Molti titoli della nobiltà del Ferelden derivano da titoli nobiliari realmente esistenti. Ser è basato sul titolo onorifico di "Sir" e Bann dal titolo ungherese di Ban.